# 나카야마 지카코
나카야마 치카코(일본어: 中山 親子 なかやま ちかこ[*], 덴쇼 4년 (1576년)? - 게이초 13년 2월 11일 (1608년 3월 27일))는 아즈치모모야마 시대부터 에도 시대 초기에 살았던 여성이다.
곤다이나곤 나타야마 치카츠나의 딸로, 어머니는 시라카와 마사나리 왕의 딸이다. 고요제이 천황의 나이시노스케가 되어, 오오스케노츠보네(大典侍局)로 불렸다.
덴쇼 16년 5월 5일 (1588년 5월 29일)에 1황자 카타히토 친왕 (카쿠신 입도친왕)을, 덴쇼 19년 2월 14일 (1591년 4월 7일)에는 2황자 쇼카이 법친왕을 낳았다.
게이초 13년에 33세의 나이로 사망했다. 법호는 청운원향월리옥대자(青雲院向月理玉大姉)이다.